# Greyfriars Bobby
Greyfriars Bobby (1856-1872) est un chien de race Skye terrier qui vécut à Édimbourg en Ecosse au XIXe siècle. L'histoire vraie a été romancée par l'américaine Eleanor Atkinson dans une nouvelle publiée en 1912 et adaptée par Walt Disney Pictures en film en 1961 sous le nom Bobby des Greyfriars.

## Histoire

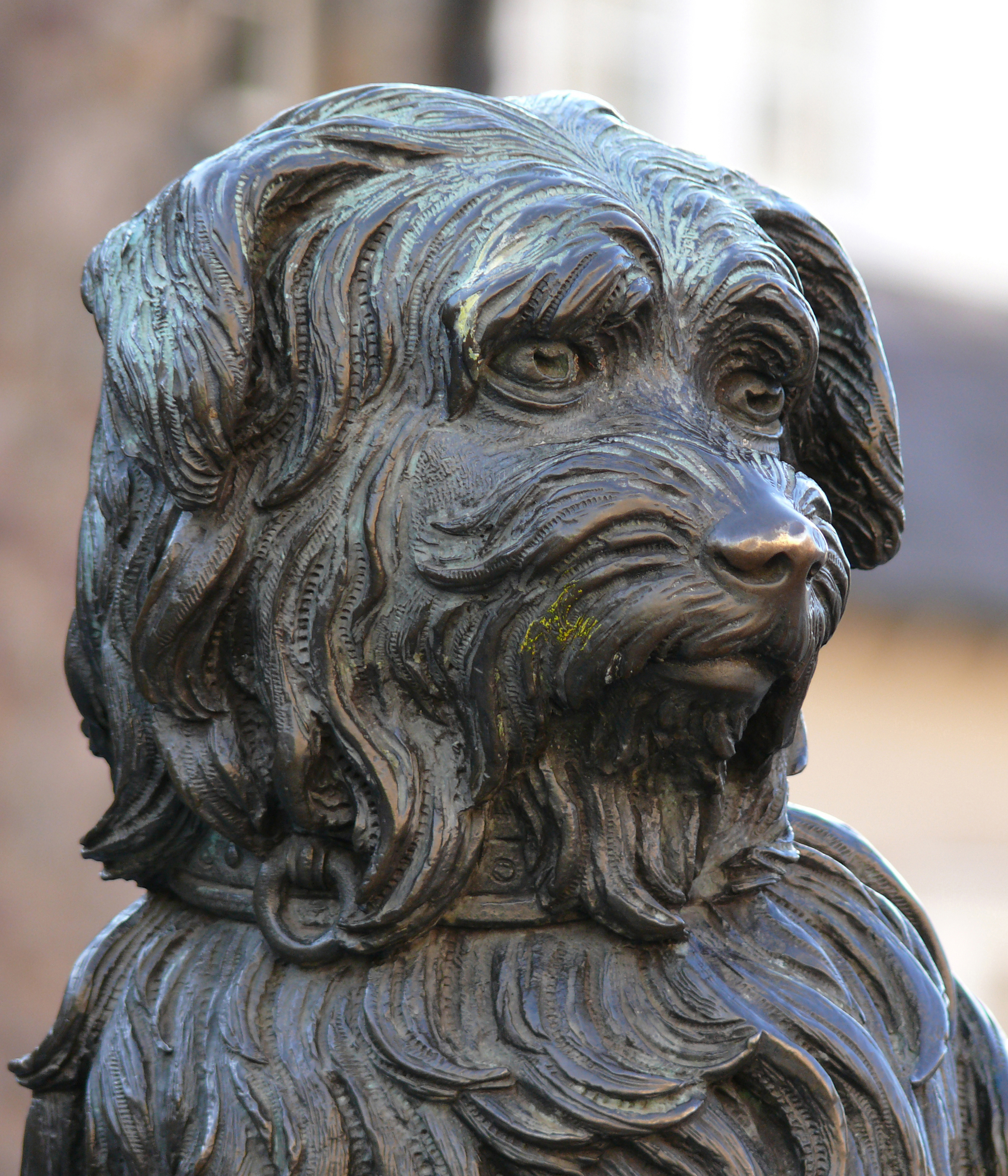
Statue de Bobby à Édimbourg

En 1856, le chômage faisant rage en Écosse, un ancien jardinier, John Gray, partit de la campagne vers Édimbourg avec sa famille. Il obtint un emploi de policier et eut droit à un chien de garde. Il obtint ainsi de ses supérieurs un chiot Skye terrier qu’il nomma « Bobby ». Tous les jours à treize heures pile, sonnées traditionnellement par un coup de canon depuis le Château d'Édimbourg, l’homme et le chien allaient dans un petit restaurant où Gray donnait à Bobby une brioche, puis un os.
Deux ans plus tard, Gray mourut de tuberculose. Le jour des funérailles, plusieurs témoins reconnurent Bobby, en tête du cortège funèbre, qui suivait le cercueil. Puis, la cérémonie terminée, le chien disparut. Il ne revint jamais dans la famille de Gray.
Le lendemain, le gardien du cimetière de l’église de Greyfriars, au sud du château d'Édimbourg, où était enterré John Gray, fut surpris de découvrir Bobby couché sur la tombe de son maître. Le lieu étant interdit aux animaux, Bobby en fut donc chassé. Mais le lendemain, puis encore le surlendemain, Bobby revint la nuit malgré le gardien qui le chassait à chaque fois. Finalement, voyant une telle fidélité, ce dernier eut pitié du petit chien et obtint une dérogation de la ville qui autorisait Bobby à rester.
Ce ne fut qu’au bout de trois jours que Bobby, forcé par la faim, dut sortir du cimetière. Le restaurateur fut alors surpris de voir Bobby arriver tout seul à treize heures pile pour sa brioche et son os. Après avoir avalé son repas qui lui fut donné de bon cœur, Bobby revint se coucher sur la tombe de son maître. Dès lors, il ne la quitta que pour aller manger à son restaurant attitré.
Plus tard, il se prit d’amitié pour un soldat d’Édimbourg et le suivait quand ce dernier allait au château sonner le coup de canon marquant treize heures. Puis ils allaient tous deux prendre leur repas au restaurant où allait déjeuner John Gray, puis ils se séparaient. Mais en dehors de ce moment, Bobby ne voulait accompagner personne. Bien des familles voulurent adopter le chien, mais lui se mettait à chaque nouveau foyer à hurler de manière si sinistre qu’il était toujours autorisé à repartir, et il revenait sans surprise au cimetière. Cependant, dans la seizième et dernière année de sa vie, il accepta, vieux et fatigué, de rester la nuit chez les Traill, la famille propriétaire du restaurant où il allait prendre son repas.
C’est chez ces derniers que, par une froide matinée d’hiver 1872, Bobby fut trouvé mort. Il avait veillé sur la tombe de son maître pendant quatorze ans. La même année, la baronne Angela Burdett-Coutts fit ériger près du cimetière une fontaine surmontée d’une statue de Bobby grandeur nature, œuvre du sculpteur William Brodie (en), toujours visible aujourd’hui. Le Huntly Museum d’Édimbourg expose aussi des photos et des objets de Greyfriars Bobby, comme son collier,.
Greyfriars Bobby reste depuis plus d’un siècle un symbole de fidélité pour les Écossais, il est même aussi devenu une sorte de symbole national. Une statue de Greyfriars Bobby et un pub du même nom se trouvent à l’entrée du cimetière de Greyfriars. Une pratique récente consiste à frotter la truffe de cette statue pour se porter chance, ce qui a pour conséquence d’endommager l’édifice.